# Lista gatunków roślin objętych ochroną częściową w Polsce (2001–2004)
Lista stanowi zestawienie gatunków i rodzajów roślin objętych częściową ochroną gatunkową w Polsce w latach 2001–2004. Zestawienie obejmuje gatunki chronione na podstawie rozporządzenia Ministra Środowiska z dnia 11 września 2001 r. w sprawie gatunków dziko występujących roślin objętych ochroną (Dz.U. Nr 106 poz. 1167).

## MchyBryophyta
| Nazwa polska                                   | Nazwa naukowa                                    | Uwagi                       |                             |
| bielistkowate Leucobryaceae                    | bielistkowate Leucobryaceae                      | bielistkowate Leucobryaceae | bielistkowate Leucobryaceae |
| ---------------------------------------------- | ------------------------------------------------ | --------------------------- | --------------------------- |
| bielistka siwa                                 | Leucobryum glaucum                               | –                           |                             |
| drabikowate Climaciaceae                       |                                                  |                             |                             |
| drabik drzewkowaty                             | Climacium dendroides                             | –                           |                             |
| gajnikowate Hylocomiaceae                      |                                                  |                             |                             |
| fałdownik nastroszony                          | Rhytidiadelphus squarrosus                       | –                           |                             |
| fałdownik trzyrzędowy                          | Rhytidiadelphus triquetrus                       | –                           |                             |
| gajnik lśniący                                 | Hylocomium splendens                             | –                           |                             |
| rokietnik pospolity                            | Pleurozium schreberi                             | –                           |                             |
| krótkoszowate Brachytheciaceae                 |                                                  |                             |                             |
| brodawkowiec czysty (nibybrodawkowiec czysty)  | Pseudoscleropodium purum                         | –                           |                             |
| mochwianowate (próchniczkowate) Aulacomniaceae |                                                  |                             |                             |
| Próchniczek błotny (mochwian błotny)           | Aulacomnium palustre                             | –                           |                             |
| płonnikowate Polytrichaceae                    |                                                  |                             |                             |
| płonnik cienki                                 | Polytrichum strictum                             | –                           |                             |
| płonnik pospolity                              | Polytrichum commune                              | –                           |                             |
| rokietowate Hypnaceae                          |                                                  |                             |                             |
| piórosz pierzasty                              | Ptilium crista-castrensis                        | –                           |                             |
| tęposzowate (krzywoszyjowate) Amblystegiaceae  |                                                  |                             |                             |
| mokradłoszka zaostrzona (mokradłosz kończysty) | Calliergonella cuspidata (Calliergon cuspidatum) | –                           |                             |
| sierpowiec odgięty                             | Drepanocladus revolvens                          | –                           |                             |
| torfowcowate Sphagnaceae                       |                                                  |                             |                             |
| torfowiec                                      | Sphagnum spp.                                    | Wszystkie gatunki.          |                             |
| tujowcowate Thuidiaceae                        |                                                  |                             |                             |
| tujowiec delikatny                             | Thuidium delicatulum                             | –                           |                             |
| tujowiec tamaryszkowaty                        | Thuidium tamariscinum                            | –                           |                             |

## Rośliny nasienneSpermatophyta
| Nazwa polska                                             | Nazwa naukowa                                 | Uwagi                                     |
| astrowate Asteraceae (złożone Compositae)                | astrowate Asteraceae (złożone Compositae)     | astrowate Asteraceae (złożone Compositae) |
| -------------------------------------------------------- | --------------------------------------------- | ----------------------------------------- |
| aster gawędka                                            | Aster amelius                                 | –                                         |
| kocanki piaskowe                                         | Helichrysum arenarium                         |                                           |
| bobrkowate Menyanthaceae                                 |                                               |                                           |
| bobrek trójlistkowy                                      | Menyanthes trifoliata                         | –                                         |
| bobowate Fabaceae (motylkowate Papilionaceae)            |                                               |                                           |
| wilżyna ciernista                                        | Ononis spinosa                                | –                                         |
| cisowate Taxaceae                                        |                                               |                                           |
| cis pospolity                                            | Taxus baccata                                 | –                                         |
| goryczkowate Gentianaceae                                |                                               |                                           |
| centuria pospolita                                       | Centaurium erythraea                          | –                                         |
| goryczka trojeściowa                                     | Gentiana asclepiadea                          | –                                         |
| goździkowate Caryophyllaceae                             |                                               |                                           |
| goździk kartuzek                                         | Dianthus carthusianorum                       | –                                         |
| goździk kropkowany                                       | Dianthus deltoides                            | –                                         |
| jaskrowate Ranunculaceae                                 |                                               |                                           |
| przylaszczka pospolita (przelaszczka trojanek)           | Hepatica nobilis                              | –                                         |
| jasnotowate Lamiaceae (wargowe Labiatae)                 |                                               |                                           |
| miodownik melisowaty                                     | Melittis melissophyllum                       | –                                         |
| kokornakowate Aristolochiaceae                           |                                               |                                           |
| kopytnik pospolity                                       | Asarum europaeum                              |                                           |
| kruszynowate (szakłakowate) Rhamnaceae                   |                                               |                                           |
| kruszyna pospolita                                       | Frangula alnus                                | –                                         |
| liliowate Liliaceae                                      |                                               |                                           |
| konwalia majowa                                          | Convallaria majalis                           |                                           |
| marzanowate Rubiaceae                                    |                                               |                                           |
| przytulia wonna (marzanka wonna)                         | Galium odoratum                               | –                                         |
| pierwiosnkowate Primulaceae                              |                                               |                                           |
| pierwiosnek lekarski (pierwiosnka lekarska)              | Primula veris                                 | –                                         |
| pierwiosnek wyniosły (pierwiosnka wyniosła)              | Primula elatior                               | –                                         |
| przewiertniowate Caprifoliaceae                          |                                               |                                           |
| kalina koralowa                                          | Viburnum opulus                               | –                                         |
| skalnicowate Saxifragaceae (agrestowate Grossulariaceae) |                                               |                                           |
| porzeczka czarna                                         | Ribes nigrum                                  | –                                         |
| trędownikowate Scrophulariaceae                          |                                               |                                           |
| naparstnica purpurowa                                    | Digitalis purpurea                            | –                                         |
| naparstnica zwyczajna                                    | Digitalis grandiflora                         | –                                         |
| turzycowate (ciborowate) Cyperaceae                      |                                               |                                           |
| turzyca piaskowa                                         | Carex arenaria                                | –                                         |
| wiechlinowate Poaceae (trawy Gramineae)                  |                                               |                                           |
| turówka leśna                                            | Hierochloë australis                          | –                                         |
| turówka wonna                                            | Hierochloë odorata                            | –                                         |
| wrzosowate Ericaceae                                     |                                               |                                           |
| bagno zwyczajne                                          | Rhododendron tomentosum (syn. Ledum palustre) | –                                         |